# Чепрано
Чепрано (итал. Ceprano) је насеље у Италији у округу Фрозиноне, региону Лацио.
Према процени из 2011. у насељу је живело 5740 становника. Насеље се налази на надморској висини од 111 м.

## Становништво
Према резултатима пописа становништва 2011. у општини је живело 8.740 становника.
| 1936. | 1951. | 1961. | 1971. | 1981. | 1991. | 2001. | 2011. |
| ----- | ----- | ----- | ----- | ----- | ----- | ----- | ----- |
| 7.982 | 8.812 | 8.030 | 7.640 | 8.380 | 8.546 | 8.246 | 8.740 |

## Партнерски градови
- Трани
- Манфредонија
- Сичуан